# 5004 Bruch
5004 Bruch (Provisorisk beteckning: 1988 RR3) är en asteroid i asteroidbältet, upptäckt 8 september 1988 av den tyske astronomen Freimut Börngen i Tautenburg, Tyskland. Asteroiden har fått sitt namn efter kompositören Max Bruch.